# Anisodes atridiscata
Anisodes atridiscata är en fjärilsart som beskrevs av W. Warren 1906. Anisodes atridiscata ingår i släktet Anisodes, och familjen mätare. Inga underarter finns listade.